# Thecla cyphara
Thecla cyphara är en fjärilsart som beskrevs av William Chapman Hewitson 1874. Thecla cyphara ingår i släktet Thecla och familjen juvelvingar. Inga underarter finns listade i Catalogue of Life.